# لورينز أمير بلجيكا، أرشيدوق النمسا وإستي
لورينز أمير بلجيكا، أرشيدوق النمسا-استي (16 ديسمبر 1955) هو عضو في العائلة المالكة البلجيكية ومواطن نمساوي بلجيكي ومنذ عام 1996 وهو رئيس مجلس النواب في النمسا واستي، فرع الإمبراطورية النمساوية.